# 発言者 (雑誌)
『発言者』（はつげんしゃ）は1994年4月から2005年3月まで日本で発行されていた月刊の論壇誌。後継誌は隔月刊誌『表現者』。

## 概要
西部邁が創刊・主宰した。当初は西部が主幹、佐伯啓思・宮本光晴らが編集委員をつとめていた。西部が直接編集に関わり、論説の他誌上討論、対談の進行役、さらに巻頭コラムの執筆まで手がけていた。だがのちに西部は『発言者』塾の活動に軸足を移すことになったため編集の現場からは離れた。それ以降は東谷暁が編集長、佐伯・宮本・富岡幸一郎らが編集委員という体制により発行。ただしその後も西部は論説や誌上討論の形で毎号登場した。
1993年11月10日、『発言者』創刊準備号（0号、小冊子（西部による「真正保守」改憲案）つき）発刊。翌1994年4月、1994年5月号として第1号発刊。2005年1月、130号（2005年2月号）発刊後、財政上の理由から休刊を発表。2005年3月、最終号（2005年4月号）として131号を発刊し終刊した。出版元は西部邁事務所、のち秀明出版会。毎月16日発売。定価1000円（税込み）であった。
雑誌のスタンスとして「真正保守」を掲げ、親米保守論壇とは一線を画し、対米追従などを批判していた。定期購読者には毎号付録として西部主幹による論説・提言等が掲載された小冊子が同封されていた（のち本誌に統合され廃止）。
雑誌自体は廃刊したが、雑誌の名前を冠した『発言者』塾は札幌・東京・名古屋・京都・福岡の各地でその後も続けられ、バックナンバーも販売されている。
2005年6月、『発言者』の後継誌として隔月刊誌『表現者』がイプシロン出版企画から創刊された。
『発言者』塾はその後、雑誌名に合わせて名称を『表現者』塾に改めた。

## 『表現者』塾
『表現者』塾は「人間交際」の必要性を説く西部が、講師による講義と塾生との議論を通じて各人の思考を鍛えることを目的として設立した私塾。
人間社会にかんする思想をみずから学び、そしてみずから発表していくことが目的とされている。

### 塾の概要
政治・経済・社会・文化のあらゆる領域にわたり、日本および世界の現状に即したテーマをめぐって、講師（西部塾長および『表現者』執筆陣など）による講義および塾生と講師との討論が行われている。大学教員、国会議員、医師などが塾組織を構成している。塾生としては地方政治家、会社経営者、会社員、公務員、大学院生、学生などが参加している。
西部はこの塾について次のように言っている。

### 札幌『発言者』塾
札幌『発言者』塾を参照。

### 『表現者』塾
平成六年（1994年）に東京で発足。開講頻度は2ヶ月に3回（20日に1回程度）。公式ページを参照。

### 名古屋西部塾
『表現者』塾の姉妹塾。開講頻度は年6回程度。少人数のため、西部塾長を囲む会食形式で進行していく。事務局は時局社。なお時局社が発行するローカル誌『時局』には西部が「平成哲学指南」を連載している。

### 京都『発言者』塾
京都『発言者』塾を参照。

### 九州『発言者』塾
平成16年（2004年）に発足。開講頻度は年4回。清水昭比古が塾頭、石井茂善が代表幹事を務める。2007年10月27日に3度目のシンポジウムが開催された。公式ページを参照。

### 塾 心得10箇条
以下の10箇条が発言者塾の心得とされている。

## 双書
本誌での連載を元にした書籍が「発言者双書シリーズ」として刊行されている。出版元は全て秀明出版会。
- 第1集 西部邁『国家と歴史 状況の中で』（1998年）
- 第2集 高澤秀次『戦後知識人の系譜』（1998年）
- 第3集 佐藤光『バブル以後のバブル時代』（1998年）
- 第4集 絓秀実『大衆教育社会批判序説』（1998年）
- 第5集 保阪正康『オモテの言論ウラの言論』（1999年）
- 第6集 富岡幸一郎『言葉言葉言葉 時代と文学を読む』（1999年）
- 第7集 井尻千男『共同体を保守再生せよ』（1999年）